# Sinagoga di Cordova
La sinagoga di Cordova è una sinagoga del 1315 che si trova nel quartiere ebraico di Cordova e che, insieme alla Sinagoga di Santa Maria la Blanca e a quella del Transito che si trovano a Toledo, è una delle tre sinagoghe ancora esistenti in Spagna dai tempi dell'espulsione del 1492.

## Architettura
La facciata in mattoni si trova in un piccolo cortile e dall'ingresso si entra in un atrio da dove si accede alla sala di preghiera e, tramite una scala, al matroneo al piano superiore che si affaccia sulla sala di preghiera attraverso tre grandi finestre.
L'alta sala di preghiera è di forma quadrata decorata da una complessa rete di rilievi a stucco con motivi geometrici, forme vegetali ed iscrizione ebraiche. L'Aron haQodesh era situato in una nicchia contro la parete orientale.
Le altre stanze della struttura, attigue alla sala di preghiera, ospitavano probabilmente i bagni rituali ed una scuola talmudica.

## Storia

### Costruzione
Fino al 1492, data del decreto di espulsione degli ebrei, la Spagna ospitava alcune delle più importanti comunità ebraiche dell'Europa occidentale. La sinagoga di Cordova fu costruita in stile moresco da Isaq Moheb per servire alle esigenze della locale comunità ebraica. La costruzione iniziò il 20 settembre 1314 e fu completata il 1º settembre 1315. Questi dati si possono ancor oggi leggere in un'iscrizione conservatasi all'interno del tempio.

### Confisca, riscoperta e restauro
Nel 1492 la sinagoga fu confiscata dalla autorità cristiane e le decorazioni moresche a stucco furono ricoperte da intonaco e col tempo se ne perse memoria. L'edificio divenne dapprima l'ospedale di Santa Quiteria per la cura delle persone idrofobiche, poi nel 1588 fu usato come cappella di San Crispino e San Crispiano, patroni dei calzolai. Nel XIX secolo, la sinagoga ospitò una scuola materna e fu allora che il soffitto fu sostituito con una volta a botte e intonaci, perché il vecchio tetto stava cadendo a pezzi .
Nel 1884 un sacerdote cattolico, don Mariano Parraga, riscoprì casualmente le decorazioni moresche sotto l'intonaco delle pareti, quando una parte delle mura di malta della sinagoga crollarono. Rafael Romero Barros, artista e critico d'arte, ne comprese subito l'importanza e per sua iniziativa, l'anno successivo, nel 1885, la sinagoga fu dichiarata monumento nazionale e si avviò il suo restauro. Altri interventi di restauro furono compiuti nel 1928 dall'architetto Félix Hernández, poi nel 1977 e, infine, nel 1985, in occasione delle celebrazioni dell'850º anniversario della nascita di Maimonide.
La sinagoga di Cordova è stata in anni recenti anche occasionalmente usata per il culto ebraico, ma è di norma aperta al pubblico come museo. Rimane una testimonianza fondamentale della genialità, delle tradizioni e della cultura degli ebrei di Cordova.

## Galleria d'immagini

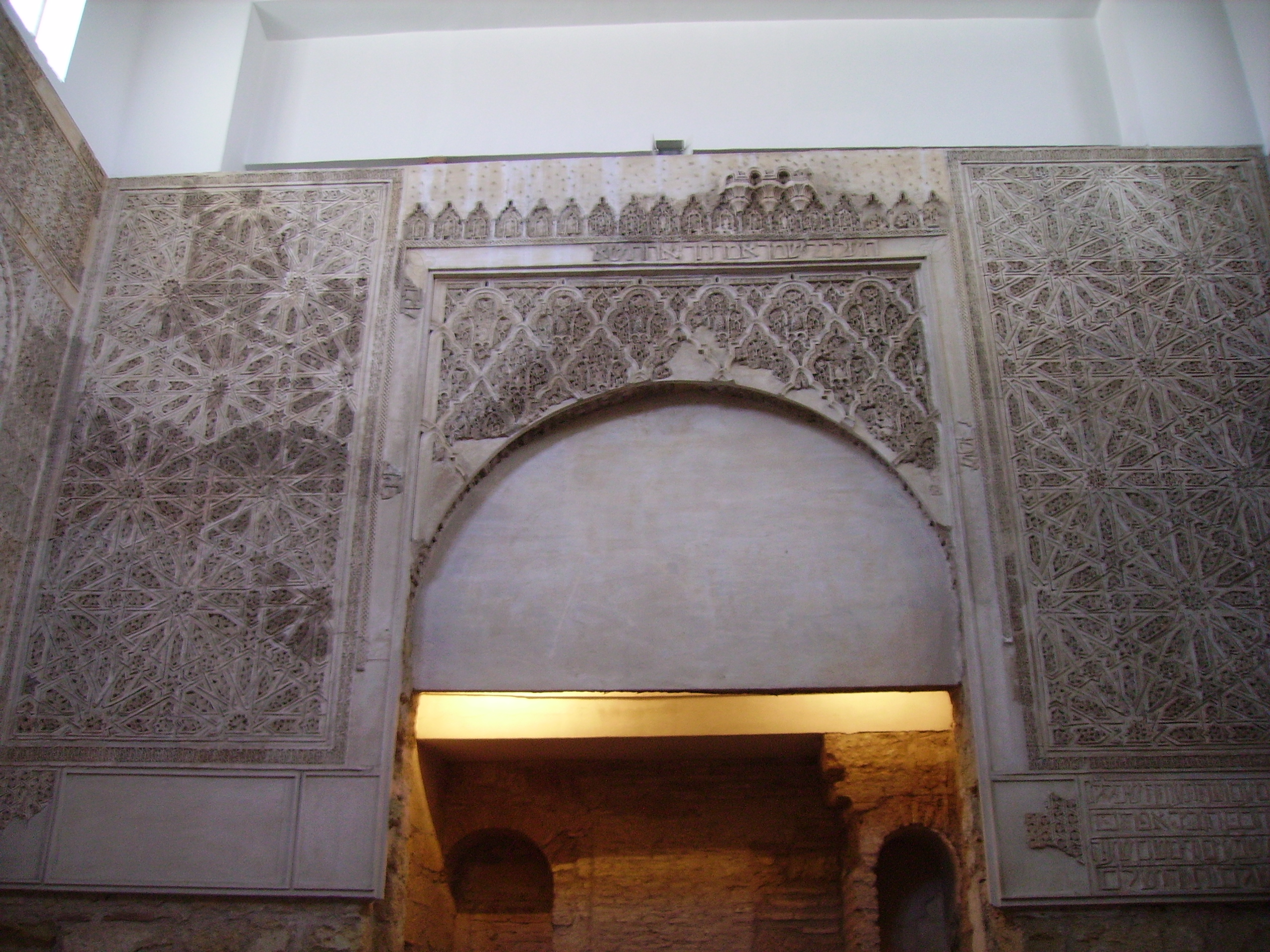
Parete orientale
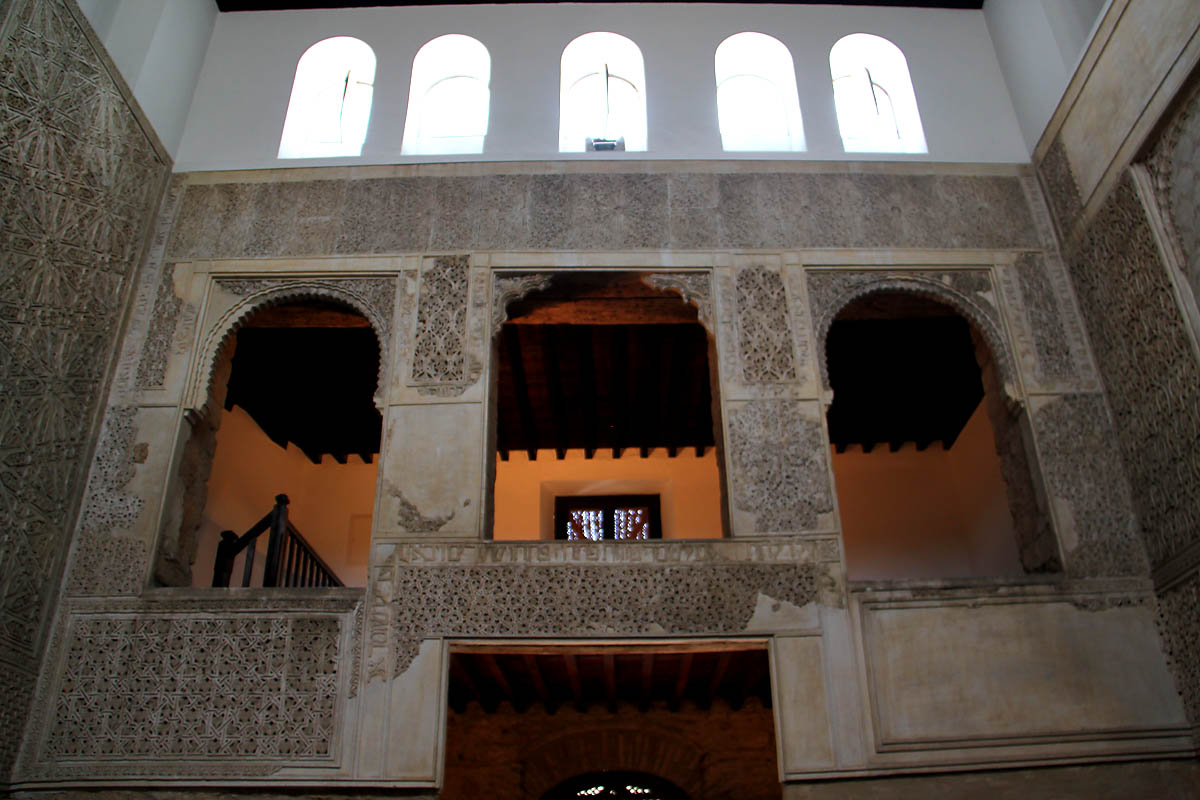
Parete meridionale
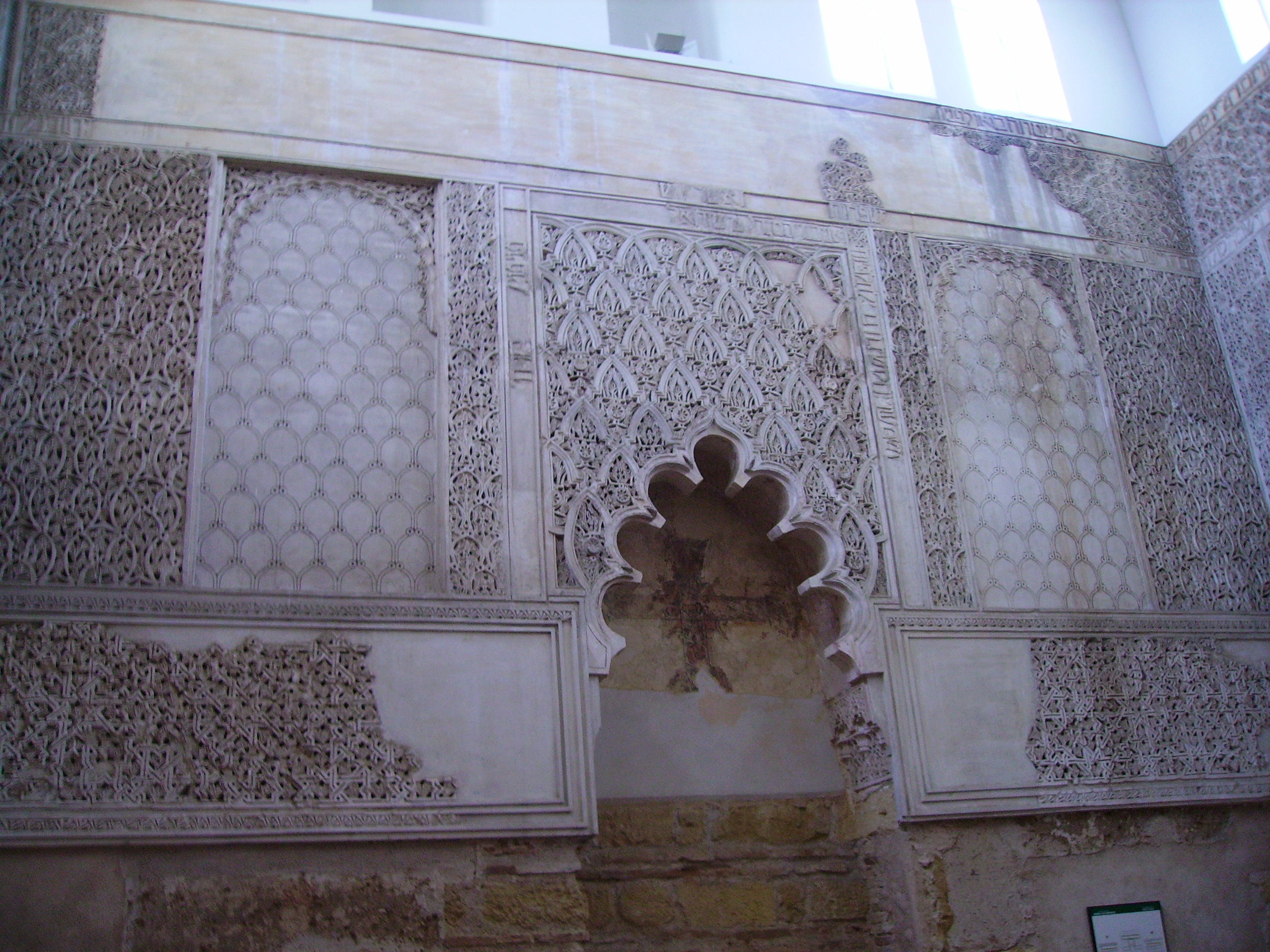
Parete occidentale
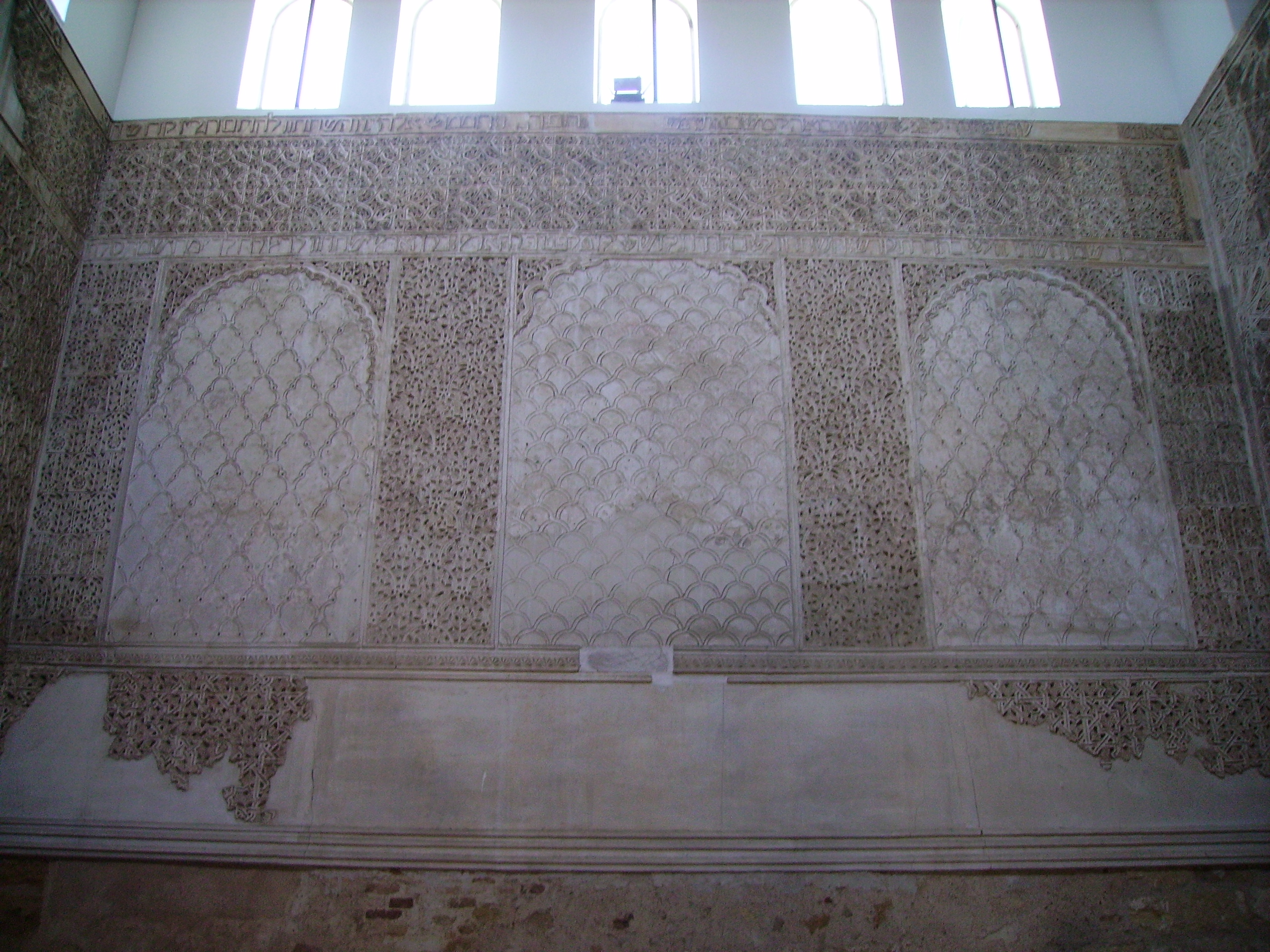
Parete settentrionale